# XAVC
XAVC é um formato de gravação que foi introduzido pela Sony em 30 de outubro de 2012. XAVC é um formato que é licenciado para empresas que queiram fazer produtos XAVC.

## Detalhes técnicos
XAVC usa nível 5.2 do H.264 / MPEG-4 AVC, que é o nível mais alto suportado por esse padrão de vídeo. XAVC pode apoiar a resolução 4K (4096 × 2160 e 3840 × 2160) em até 60 quadros por segundo (fps). XAVC suporta profundidade de cores de 8 bits, 10 bits e 12-bits. O sampleamento de imagem pode ser 4:2:0, 4:2:2 ou 4:4:4. O Formato de Intercâmbio de materiais (MXF) pode ser utilizado para o recipiente de formato digital. XAVC permite uma ampla gama de produção de conteúdo, incluindo intra gravação de quadros e longo grupo de imagens (GOP) de gravação.